# 한카이 전기 궤도 한카이선
한카이 선(일본어: 阪堺線)은 일본 오사카부 오사카시 나니와구의 에비스초 정류장부터 사카이시 니시구의 하마데라에키마에 정류장을 잇는 한카이 전기 궤도의 철도 노선이다.

## 노선 정보
- 노선 거리 (영업 거리) : 14.1km
- 궤간 : 1,435mm
- 정류장 수 : 31 (기.종점역 포함)
- 복선화 구간 : 전 노선 복선화
- 전철화 구간 : 전 구간 전철화 (직류 1500V)
- 최고 속도 : 병용 궤도 구간 40km/h, 신설 궤도 구간 40km/h
- 차량 기지 : 야마토가와 검차구

## 역 목록
| 역 번호 | 역 이름            | 일본어 이름 | 역 간 거리 (km) | 영업 거리 (km) | 접속 노선 | 소재지   | 소재지     |
| ------- | ------------------ | ----------- | --------------- | -------------- | --- | -------- | ---------- |
| HN 51   | 에비스초           | 恵美須町    | -               | 0.0            | 오사카 시영 지하철 사카이스지 선 | 오사카시 | 나니와구   |
| HN 52   | 신이마미야에키마에 | 新今宮駅前  | 0.6             | 0.6            | 서일본 여객철도 ■ 오사카 순환선 · ■ 간사이 본선 (야마토지 선) (신이마미야역) 난카이 전기 철도 난카이 본선 · 고야 선 (신이마미야 역) 오사카 시영 지하철 미도스지 선 · 사카이스지 선 (도부쓰엔마에 역) | 오사카시 | 니시나리구 |
| HN 53   | 이마이케           | 今池        | 0.4             | 1.0            | 난카이 전기 철도 고야 선 (하기노차야 역) | 오사카시 | 니시나리구 |
| HN 54   | 이마후네           | 今船        | 0.3             | 1.3            | 오사카 시영 지하철 요쓰바시 선 (하나조노초 역) | 오사카시 | 니시나리구 |
| HN 55   | 마쓰다초           | 松田町      | 0.4             | 1.7            | | 오사카시 | 니시나리구 |
| HN 56   | 기타텐가차야       | 北天下茶屋  | 0.3             | 2.0            | 난카이 전기 철도 난카이 본선 (덴가차야 역) 오사카 시영 지하철 사카이스지 선 (덴가차야 역) | 오사카시 | 니시나리구 |
| HN 57   | 쇼텐사카           | 聖天坂      | 0.4             | 2.4            | | 오사카시 | 니시나리구 |
| HN 58   | 덴진노모리         | 天神ノ森    | 0.4             | 2.8            | 난카이 전기 철도 난카이 본선 · 고야 선 (기시노사토다마데 역) | 오사카시 | 니시나리구 |
| HN 59   | 히가시타마데       | 東玉出      | 0.4             | 3.2            | 난카이 전기 철도 난카이 본선 · 고야 선 (기시노사토다마데 역) | 오사카시 | 니시나리구 |
| HN 60   | 쓰카니시           | 塚西        | 0.4             | 3.6            | | 오사카시 | 니시나리구 |
| HN 61   | 히가시코하마       | 東粉浜      | 0.6             | 4.2            | 난카이 전기 철도 난카이 본선 (고하마 역) | 오사카시 | 스미요시구 |
| HN 10   | 스미요시           | 住吉        | 0.4             | 4.6            | 한카이 전기 궤도 우에마치 선 | 오사카시 | 스미요시구 |
| HN 12   | 스미요시토리이마에 | 住吉鳥居前  | 0.2             | 4.8            | 난카이 전기 철도 난카이 본선 (스미요시다이샤 역) | 오사카시 | 스미요시구 |
| HN 13   | 호소이가와         | 細井川      | 0.3             | 5.1            | | 오사카시 | 스미요시구 |
| HN 14   | 안류마치           | 安立町      | 0.5             | 5.6            | 난카이 전기 철도 난카이 본선 (스미노에 역) | 오사카시 | 스미요시구 |
| HN 15   | 아비코미치         | 我孫子道    | 0.6             | 6.2            | (환승 지정 정류장, 오사카 시내 · 사카이 시 구간 경계 정류장) | 오사카시 | 스미요시구 |
| HN 16   | 야마토가와         | 大和川      | 0.6             | 6.8            | | 사카이시 | 사카이구   |
| HN 17   | 다카스진샤         | 高須神社    | 0.5             | 7.3            | | 사카이시 | 사카이구   |
| HN 18   | 아야노초           | 綾ノ町      | 0.4             | 7.7            | | 사카이시 | 사카이구   |
| HN 19   | 신메이초           | 神明町      | 0.4             | 8.1            | | 사카이시 | 사카이구   |
| HN 20   | 묘코쿠지마에       | 妙国寺前    | 0.3             | 8.4            | | 사카이시 | 사카이구   |
| HN 21   | 하나타구치         | 花田口      | 0.3             | 8.7            | | 사카이시 | 사카이구   |
| HN 22   | 오쇼지             | 大小路      | 0.3             | 9.0            | | 사카이시 | 사카이구   |
| HN 23   | 슈쿠인             | 宿院        | 0.4             | 9.4            | | 사카이시 | 사카이구   |
| HN 24   | 데라지초           | 寺地町      | 0.4             | 9.8            | | 사카이시 | 사카이구   |
| HN 25   | 고료마에           | 御陵前      | 0.4             | 10.2           | | 사카이시 | 사카이구   |
| HN 26   | 히가시미나토       | 東湊        | 0.7             | 10.9           | | 사카이시 | 사카이구   |
| HN 27   | 이시즈키타         | 石津北      | 0.7             | 11.6           | | 사카이시 | 니시구     |
| HN 28   | 이시즈             | 石津        | 0.6             | 12.2           | | 사카이시 | 니시구     |
| HN 29   | 후나오             | 船尾        | 0.7             | 12.9           | 난카이 전기 철도 난카이 본선 (스와노모리 역) | 사카이시 | 니시구     |
| HN 31   | 하마데라에키마에   | 浜寺駅前    | 1.2             | 14.1           | 난카이 전기 철도 난카이 본선 (하마데라코엔 역) | 사카이시 | 니시구     |

## 같이 보기
- 한카이 전기 궤도 우에마치선